# Stora Helvetet
Stora Helvetet är en bro på Mittbanan i Jämtland, väster om Storlien, ca 100 meter från den norska gränsen. 
Fram till 2018 var det en järnvägsbank, som var 24 meter hög och uppfördes 1877, under betydande svårigheter. Nedanför stupet ligger väg E14, vilket gör att en olycka skulle bli extra allvarlig. Platsen har fått sitt namn efter svårigheterna rallarna hade under byggnationen. I närheten, vid Storlien, ligger den högsta punkten i det svenska järnvägsnätet (då och nu) med sina 601 meter över havet.
Trafiken på sträckan stoppades den 28 november 2013. Anledningen till att bandelen stängdes var att Trafikverket upptäckt att banvallen börjat röra sig neråt. Efter byte av spår och installation av skredvarning återinvigdes sträckan 15 januari 2015, ett halvår tidigare än prognoserna. Trafiken fördröjdes dock en månad av att norrmännen glömde att i tid söka tillstånd för sina förare att köra i Sverige (3 km mellan Storlien och gränsen).
Från hösten 2016 till hösten 2018 byggdes en ny bro, och även då stängdes banan tidvis (ett brobygge ger mindre avstängning än ombyggning av banken). Under avstängningarna gick all trafik med lastbil och buss. NSB:s tåg som normalt går Heimdal-Storlien gick då Heimdal-Kopperå och buss Kopperå-Storlien.
Bron öppnades för trafik den 19 oktober 2018.
Någon kilometer i riktning mot Storlien ligger Lilla Helvetet. Det är en ravin med branta klippväggar, och som är populär för klättring. Även den ligger nära E14 och järnvägen, och orsakade svårigheter för byggena. E14 byggdes här 1958.